# Лопатин-Барт, Бруно Германович
Бруно Германович Барт (Лопатин-Барт) 6 (18) февраля 1877, Париж — 18 июня 1938, Ленинград) — юрист, адвокат.

## Биография
Сын народовольца Германа Александровича Лопатина и Зинаиды Степановны Корали родился 6 февраля 1877 года в Париже. Получил имя Бруно Германович Барт, так как его отец жил тогда в Париже по документам английского подданного Барта. В 1883 году родители разошлись и Бруно остался жить с матерью, которая окончила Сорбонну и практиковала во Франции как врач-психиатр.
В 1887 году приехал с матерью в Санкт-Петербург, где в 1892 году окончил немецкое Екатерининское училище, в 1896 году — немецкое Петропавловское училище в Москве. Поступил на юридический факультет Московского университета. В 1899 году за участие в студенческих волнениях был исключен из университета и выслан из Москвы, но через год принят обратно и в 1901 году завершил обучение. По окончании университета принял российское подданство.
С 1902 года работал помощником присяжного поверенного Н. П. Карабчевского. Выступал на многих политических процессах. В феврале 1904 года участвовал в процессе по делу Боевой организации эсеров. В апреле 1904 года на судебном процессе деятелей «Союза освобождения» вместе с Карабчевским защищал известного ученого-литературоведа Е. В. Аничкова, который обвинялся по одному делу с А. В. Тырковой в нелегальном распространении журнала «Освобождение».
В 1907 году был принят в присяжные поверенные округа Петербургской судебной палаты. Вместе с Н. К. Муравьевым и Н. Д. Соколовым защищал социал-демократов (меньшевиков Н. Н. Жордания, И. И. Рамишвили и др.) на процессе по делу о Выборгском воззвании. Выступал защитником на процессе Военной организации РСДРП (1908), Сибирского союза РСДРП (1909), Кавказской группы РСДРП (1910), армянской революционной партии «Дашнакцутюн» (1911) и других.
Был членом кружка политических защитников, общеадвокатского союза. Принял участие в коллективном заявлением от 23 октября 1913 года по защите Бейлиса, получившее название «Дело 25 адвокатов».
Член петербургской ложи «Гальперна» Великого востока народов России, которая заседала на квартире Барта, а также член ложи «Малая Медведица».
В 1914 году вступил в партию эсеров. Во время Первой мировой войны был призван в армию и зачислен санитаром в Красный Крест. В июне 1917 года демобилизовался, тогда же получил разрешение носить фамилию Лопатин-Барт. Вступил в республиканско-демократическую партию, член её ЦК.
После Октябрьской революции работал юрисконсультом в различных организациях. В 1938 году был арестован и за участие в «антисоветской эсеровской организации» Особой тройкой УНКВД ЛО 18 июня 1938 года. приговорён по ст.17-58-8, 58-11 УК РСФСР к ВМН. Расстрелян в г. Ленинград 18 июня 1938 года. Определением военного трибунала Ленинградского] военного округа от 12 августа 1957 г. это постановление Особой тройки УНКВД по Ленинградской области отменено. Дело прекращено за отсутствием состава преступления. В соответствии с Указом Президиума Верховного Совет СССР от 16 января 1989 г. «О дополнительных мерах по восстановлению справедливости в отношении жертв репрессий, имевших место в период 30—40-х и начала 50-х годов», Лопатин-Барт Бруно Германович реабилитирован.

## Семья
- Жена — Екатерина Ивановна Корсакова (Барт-Лопатина; 6 мая 1880 года—1942)[5].
- Дети
  - Елена Бруновна Лопатина-Барт (Лопатина; 1912—1993), учёный в области физической географии, кандидат географических наук (1947)[6].
  - Нина Бруновна Лопатина-Барт (Всеволожская; 1916—1942), научный сотрудник экспедиции по изучению районов Дальнего Востока при Географо-экономическом научно-исследовательском институте ЛГУ; кандидат географических наук, старший научный сотрудник Института географии Академии наук СССР[7][8][9].